# Borde de grano

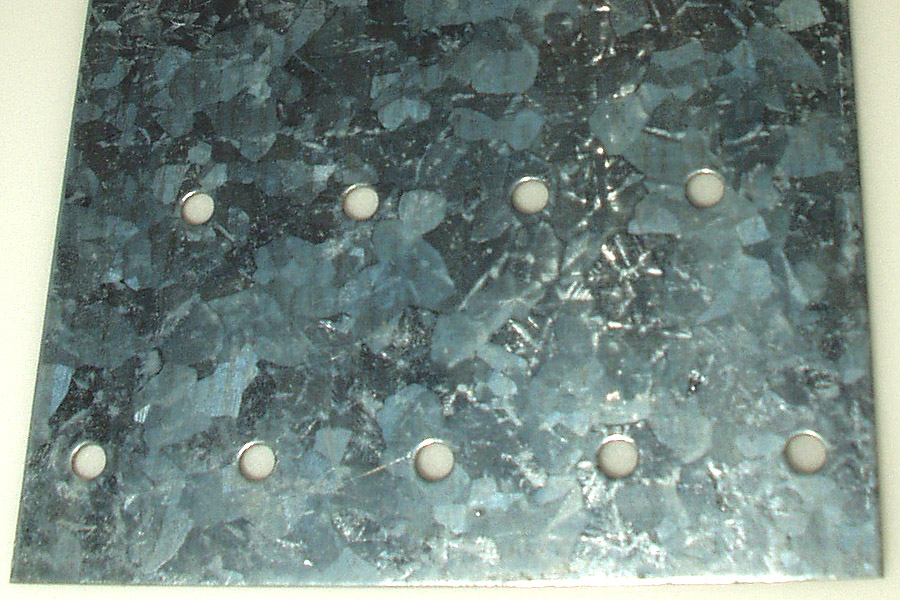
Superficie galvanizada con granos de zinc visibles.

El borde, frontera, o límite de grano es la superficie de separación entre dos cristales de un mismo grano policristal. Surge como consecuencia del mecanismo del crecimiento de grano, o cristalización, cuando dos cristales que han crecido a partir de núcleos diferentes se "encuentran". A pesar de tener la misma estructura cristalina, las orientaciones, debido al azar, serán diferentes y unos cristales compensarán a los otros: los policristales suelen ser isótropos.

## Algunas propiedades
- A mayor (>) tamaño de grano, mayor conductividad eléctrica pues menor cantidad de superficie de borde de grano impide el movimiento de los electrones.
- A menor tamaño de grano, mayor resistencia mecánica, pues las dislocaciones tendrán menor movilidad al estar impedido su movimiento. Los límites de grano "anclan" las dislocaciones impidiendo su movimiento, por tanto un  policristal resistirá mejor la tracción que un monocristal.